# Encore (DJ Snake)
Encore è il primo album in studio realizzato dal disc jockey e produttore discografico francese DJ Snake, pubblicato il 5 agosto 2016 tramite Interscope Records. Encore ha debuttato alla posizione numero 8 della classifica statunitense.

## Tracce
1. Intro (A86) – 1:23
2. Middle (feat. Bipolar Sunshine) – 3:40
3. Sahara (feat. Skrillex) – 4:18
4. Sober (feat. JRY) – 3:26
5. Pigalle (feat. Moksi) – 4:23
6. Talk (feat. George Maple) – 3:57
7. Ocho Cinco (feat. Yellow Claw) – 3:42
8. The Half (feat. Young Thug, Jeremih & Swizz Beatz) – 3:37
9. Oh Me Oh My (feat. Travi$ Scott, Migos & G4shi) – 4:16
10. Propaganda – 4:09
11. 4 Life (feat. G4shi) – 3:33
12. Future Pt. 2 (feat. Bipolar Sunshine) – 3:42
13. Let Me Love You (feat. Justin Bieber) – 3:25
14. Here Comes the Night (feat. Mr Hudson) – 4:44

## Classifiche

### Classifiche settimanali
| Classifica (2016) | Posizione massima |
| ----------------- | ----------------- |
| Australia         | 10                |
| Austria           | 42                |
| Belgio (Fiandre)  | 22                |
| Belgio (Vallonia) | 11                |
| Canada            | 5                 |
| Corea del Sud     | 32                |
| Danimarca         | 3                 |
| Finlandia         | 8                 |
| Francia           | 9                 |
| Germania          | 73                |
| Giappone          | 33                |
| Irlanda           | 76                |
| Italia            | 95                |
| Norvegia          | 2                 |
| Nuova Zelanda     | 13                |
| Paesi Bassi       | 14                |
| Regno Unito       | 46                |
| Spagna            | 59                |
| Stati Uniti       | 8                 |
| Svezia            | 6                 |
| Svizzera          | 14                |

### Classifiche di fine anno
| Classifica (2016) | Posizione |
| ----------------- | --------- |
| Danimarca         | 34        |
| Stati Uniti       | 138       |
| Classifica (2017) | Posizione |
| Danimarca         | 80        |
| Svezia            | 85        |